# SSI CEB
CEB(Compact Electronics Bay Specification) 및 EEB, MEB, TEB("Thin Electronics Bay")는 서버 시스템 인프라스트럭처(SSI) 포럼이 정의한 듀얼 / 멀티 프로세서 메인보드를 위한 표준 폼 팩터이다. 이 사양은 인텔 제온 기반의 서버 및 워크스테이션, AMD Epyc 프로세서(X399/C600 칩셋)을 위해 고안된 것이다.
| 이름                             | 폼 팩터 (높이 × 길이)       |
| -------------------------------- | --------------------------- |
| Compact Electronics Bay (CEB)    | 12 × 10.5 in (305 × 267 mm) |
| Enterprise Electronics Bay (EEB) | 12 × 13 in (305 × 330 mm)   |
| Midrange Electronics Bay (MEB)   | 16.2 × 13 in (411 × 330 mm) |

SSI CEB 사양은 EEB와 ATX 사양에서 비롯된 것이다. SSI CEB 메인보드들은 동일한 IO 단자 공간을 갖추고 있으며 다수가 ATX 메인보드와 동일한 메인보드 마운팅 홀을 제공하고 있으나 SSI CEB 메인보드는 ATX 메인보드보다 크기가 더 큰 편이며 다른 프로세서 마운팅 홀을 가진다.